# Liste de groupes de metal gothique
Cet article présente une liste de groupes de metal gothique.

## Liste

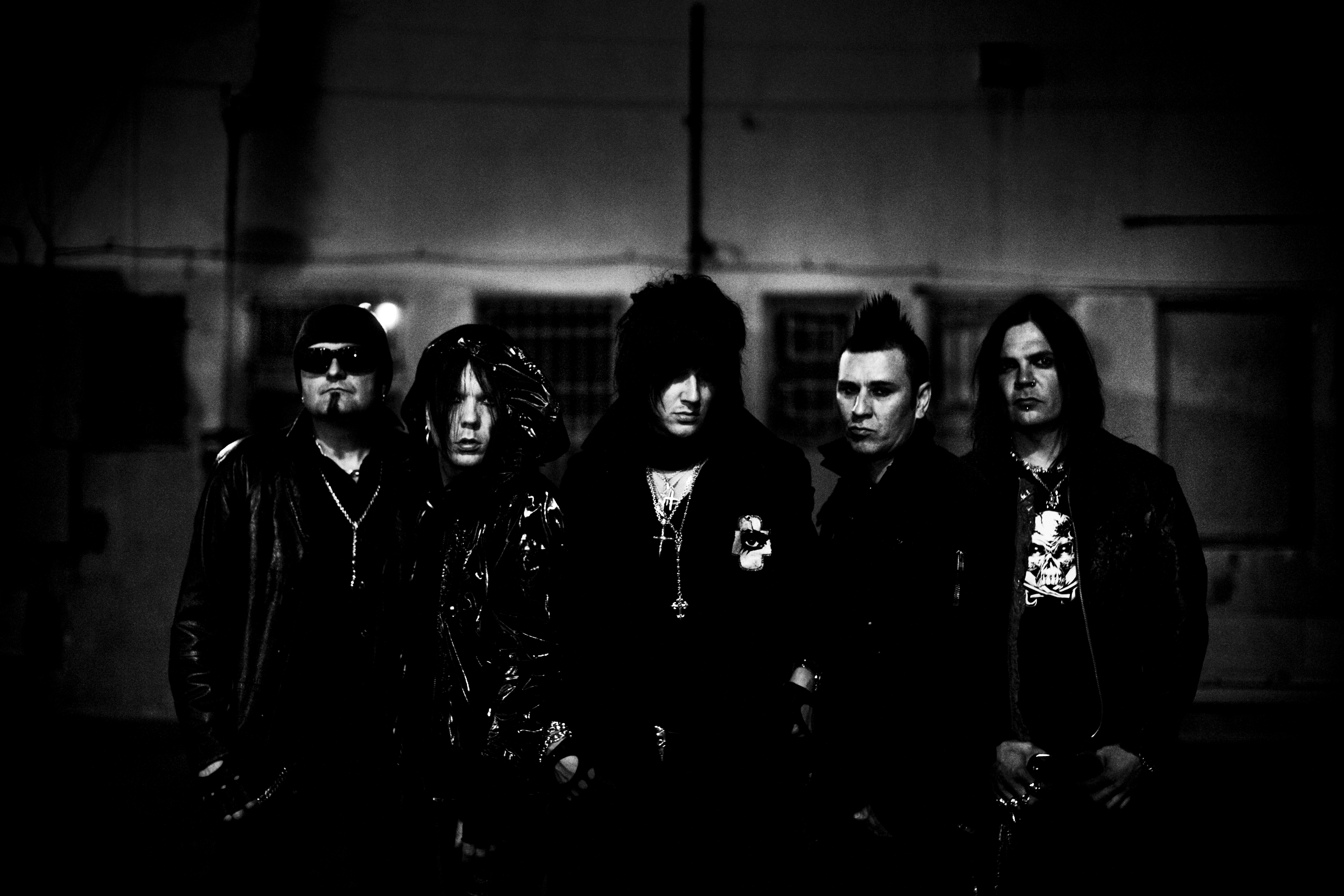
The 69 Eyes.

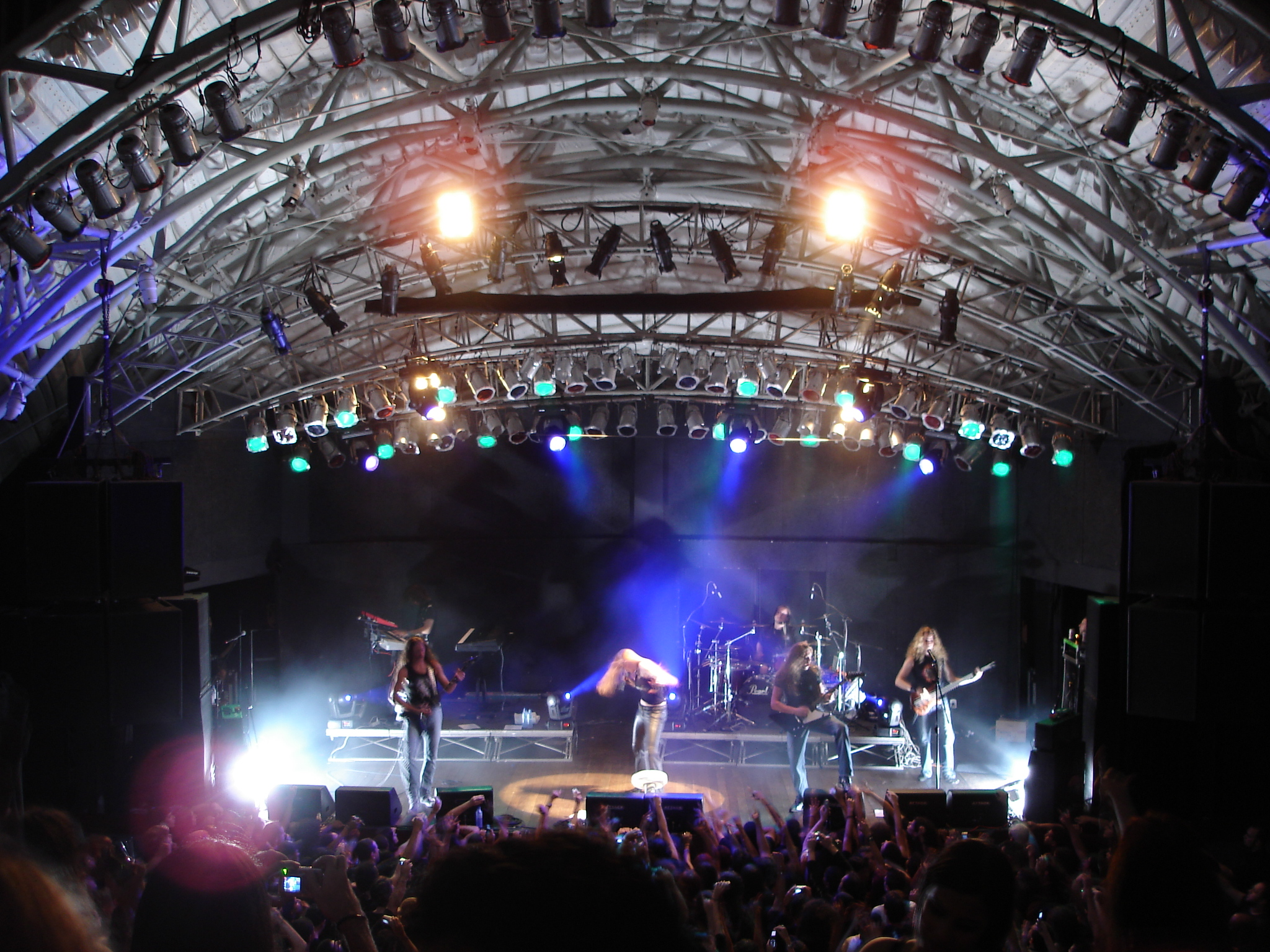
After Forever en concert à Rio de Janeiro en 2006.

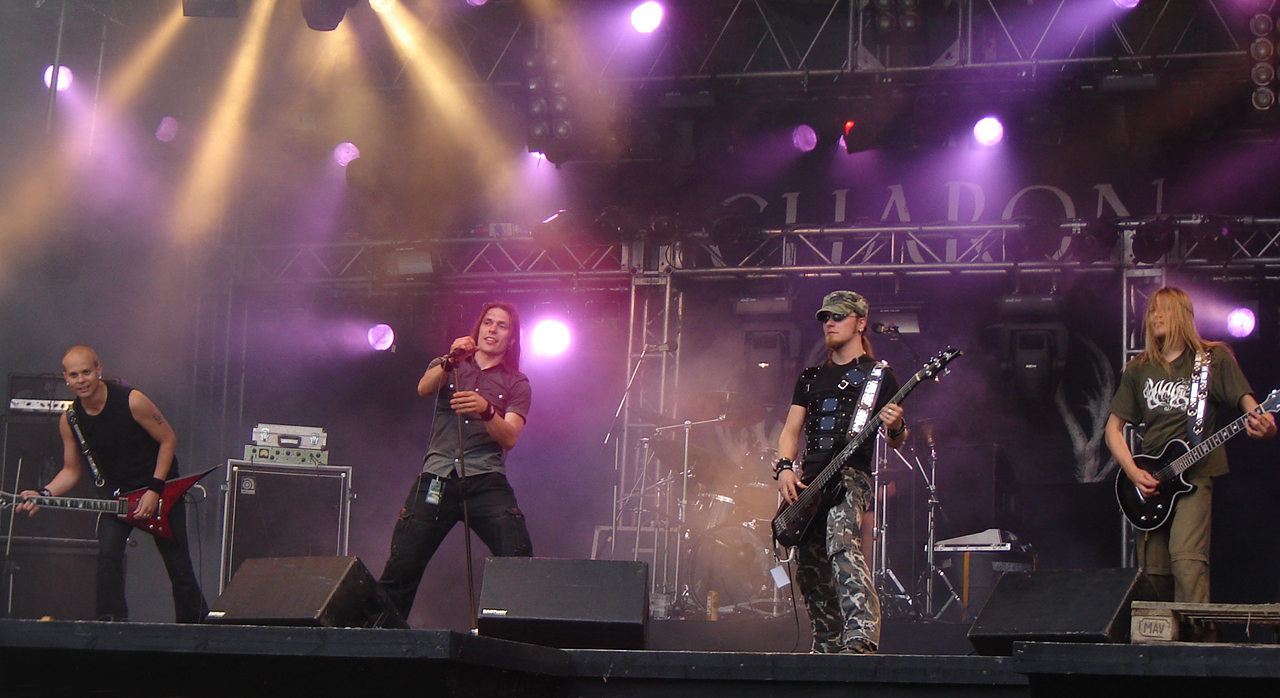
Charon au Nummirock de 2006 à Kauhajoki.

| Groupe                    | Pays                |
| ------------------------- | ------------------- |
| The 69 Eyes,              | Finlande            |
| A Pale Horse Named Death, | États-Unis          |
| After Forever,            | Pays-Bas            |
| Agathodaimon              | Allemagne           |
| Anathema,                 | Royaume-Uni         |
| Anomally                  | Portugal            |
| Artrosis                  | Pologne             |
| Arven                     | Allemagne           |
| Ashes You Leave           | Croatie             |
| ASP                       | Allemagne           |
| Atargatis                 | Allemagne           |
| Atrocity,                 | Allemagne           |
| Autumn,                   | Pays-Bas            |
| Autumn                    | Russie              |
| Ava Inferi                | Portugal            |
| Avrigus                   | Australie           |
| Before the Dawn           | Finlande            |
| Beseech,                  | Suède               |
| Black Veil Brides,        | États-Unis          |
| Bleeding Through          | États-Unis          |
| The Blood Divine          | Royaume-Uni         |
| Bloodflowerz              | Allemagne           |
| Celestial Crown           | Estonie             |
| Charon                    | Finlande            |
| Coal Chamber,             | États-Unis          |
| Coronatus                 | Allemagne           |
| Cradle of Filth,          | Royaume-Uni         |
| Crematory,                | Allemagne           |
| Daedalean Complex         | Canada              |
| Dark Sarah                | Finlande            |
| Dark the Suns             | Finlande            |
| Darkseed                  | Allemagne           |
| Deadsy,                   | États-Unis          |
| Deathstars,               | Suède               |
| Delain,                   | Pays-Bas            |
| Diabulus in Musica,       | Espagne             |
| Dir En Grey,              | Japon               |
| Domina Noctis             | Italie              |
| Draconian,                | Suède               |
| Dreadful Shadows          | Allemagne           |
| Edenbridge                | Autriche            |
| Eilera                    | France              |
| Elis,                     | Liechtenstein       |
| Elysion                   | Grèce               |
| Ensoph                    | Italie              |
| Entwine,                  | Finlande            |
| Epica,                    | Pays-Bas            |
| Erben der Schöpfung       | Liechtenstein       |
| Estatic Fear              | Autriche            |
| The Eternal               | Australie           |
| Eternal Tears of Sorrow   | Finlande            |
| Evanescence,              | États-Unis          |
| Ewigheim                  | Allemagne           |
| Flowing Tears,            | Allemagne           |
| For My Pain...            | Finlande            |
| Forever Slave,            | Espagne             |
| The Gathering,            | Pays-Bas            |
| Gothminister              | Norvège             |
| Graveworm                 | Italie / Allemagne  |
| Green Carnation           | Norvège             |
| Heavenwood,               | Portugal            |
| HIM,                      | Finlande            |
| Howling Syn               | Canada              |
| In This Moment            | États-Unis          |
| Karelia                   | France              |
| Katra                     | Finlande            |
| Krypteria                 | Allemagne           |
| Lacrimas Profundere,      | Allemagne           |
| Lacrimosa                 | Allemagne           |
| Lacuna Coil,              | Italie              |
| Leaves' Eyes,             | Allemagne / Norvège |
| Leiden                    | France              |
| Lord of the Lost          | Allemagne           |
| Love Like Blood           | Allemagne           |
| Lullacry                  | Finlande            |
| Lycosia                   | France              |
| Macbeth,                  | Italie              |
| Magica,                   | Roumanie            |
| Manic Movement            | Belgique            |
| Marienbad                 | Allemagne           |
| Markize                   | France              |
| Mely                      | Autriche            |
| Midnattsol                | Allemagne / Norvège |
| Moi dix Mois              | Japon               |
| Moonspell,                | Portugal            |
| Morbid Death              | Portugal            |
| Mortal Love               | Norvège             |
| Motionless in White,      | États-Unis          |
| My Dying Bride,           | Royaume-Uni         |
| Nightfall                 | Grèce               |
| Nightwish,                | Finlande            |
| Octavia Sperati,          | Norvège             |
| The Old Dead Tree         | France              |
| Omega Lithium,            | Croatie             |
| On Thorns I Lay           | Grèce               |
| Ostfront                  | Allemagne           |
| Otep,                     | États-Unis          |
| Paradise Lost,            | Royaume-Uni         |
| Penumbra                  | France              |
| Poisonblack,              | Finlande            |
| Pyogenesis                | Allemagne           |
| ReVamp,                   | Pays-Bas            |
| Salem                     | Israël              |
| Samael                    | Suisse              |
| Samsas Traum              | Allemagne           |
| Sariola                   | Allemagne           |
| Sentenced,                | Finlande            |
| Sinamore,                 | Finlande            |
| The Sins of Thy Beloved   | Norvège             |
| Sirenia,                  | Norvège             |
| Stream of Passion,        | Pays-Bas            |
| ThanatoSchizO             | Portugal            |
| Theatre of Tragedy,       | Norvège             |
| Theatres des Vampires,    | Italie              |
| Tiamat,                   | Suède               |
| To/Die/For                | Finlande            |
| To-Mera                   | Royaume-Uni         |
| Trail of Tears,           | Norvège             |
| Triptykon                 | Suisse              |
| Tristania,                | Norvège             |
| Type O Negative,          | États-Unis          |
| Umbra et Imago            | Allemagne           |
| UnSun,                    | Pologne             |
| Virgin Black              | Australie           |
| The Vision Bleak          | Allemagne           |
| Visions of Atlantis       | Autriche            |
| We Are the Fallen         | États-Unis          |
| Wedding in Hades          | France              |
| Within Temptation,        | Pays-Bas            |
| Wormfood                  | France              |
| Xandria                   | Allemagne           |
| Yōsei Teikoku             | Japon               |

### Ouvrages
- (en) Nancy Kilpatrick, The Goth Bible: A Compendium for the Darkly Inclined, New York, St. Martin's Griffin, 2004 (ISBN 0-312-30696-2 et 978-0312-30696-0, lire en ligne)
- (en) Liisa Ladouceur et Gary Pullin, Encyclopedia Gothica, Toronto, ECW Press, 2011 (ISBN 978-1-77041-024-4, lire en ligne)
- (fr) Garry Sharpe-Young (trad. de l'anglais par Sylvia Rochonnat), Anthologie du Metal [« Metal, The Definitive Guide »], t. 2, Rosières-en-Haye, Camion Blanc, 2012, 883 p. (ISBN 978-2-35779-187-9, lire en ligne), « Metal Progressif, Gothique et Symphonique »